# (429084) Dietrichrex
(429084) Dietrichrex est un astéroïde de la ceinture principale.

## Description
(429084) Dietrichrex est un astéroïde de la ceinture principale. Il fut découvert le 13 septembre 2009 à ESA OGS par Matthias Busch et Rainer Kresken. Il présente une orbite caractérisée par un demi-grand axe de 2,62 UA, une excentricité de 0,12 et une inclinaison de 14,5° par rapport à l'écliptique.